# Ferrovia dell'Hokuriku linea Asanogawa
La Linea Asanogawa (浅野川線?, Asanogawa-sen) è una linea ferroviaria giapponese di proprietà della Ferrovia Hokuriku che collega la stazione di Hokutetsu-Kanazawa a Kanazawa, prefettura di Ishikawa, con la stazione di Uchinada a Uchinada, nel distretto di Kahoku. Poiché si sviluppa sull'ex ferrovia elettrica Asanogawa, è ancora soprannominata Asaden (浅電?).

## Storia
La linea Asanogawa fu aperta il 23 gennaio 1924 dalla ferrovia elettrica Asanogawa (Asaden). Il 10 maggio 1925 fu completata la distanza di 5,3 km tra la stazione di Nanatsuya e la stazione di Shin-Susaki e il 18 maggio dell'anno successivo fu costruita la stazione di Kanazawa Ekimae (attualmente Hokutetsu-Kanazawa). Il 1º ottobre 1945 la Ferrovia Hokuriku assorbe la Asanogawa Electric Railway e la linea viene rinominata Linea Asanogawa. Il 1º aprile 1972 vengono interrotte le operazioni di trasporto merci. Il 19 dicembre 1996 la tensione della linea aerea fu aumentata da 600 V a 1500 V CC. Nel 2001, la sezione tra la stazione Hokutetsu-Kanazawa e la stazione Nanatsuya è stata interrata.

## Stazioni

Mappa percorso

| N°  | Stazione           | Nome giapponese | Distanza        | Distanza | Collegamenti | Posizione |
| N°  | Stazione           | Nome giapponese | Tra le stazioni | Totale   | Collegamenti | Posizione |
| --- | ------------------ | --------------- | --------------- | -------- | --- | --------- |
| A01 | Hokutetsu-Kanazawa | 北鉄金沢駅      | -               | 0.0      | JR West: Linea principale Hokuriku, Linea Nanao, Hokuriku Shinkansen (Stazione di Kanazawa) IR Ishikawa Railway: Linea ferroviaria IR Ishikawa | Kanazawa  |
| A02 | Nanatsuya          | 七ツ屋駅        | 0.6             | 0.6      | | Kanazawa  |
| A03 | Kami-Moroe         | 上諸江駅        | 0.9             | 1.5      | | Kanazawa  |
| A04 | Ishikawa           | 磯部駅          | 0.7             | 2.2      | | Kanazawa  |
| A05 | Waridashi          | 割出駅          | 0.6             | 2.8      | | Kanazawa  |
| A06 | Mitsukuchi         | 三口駅          | 0.5             | 3.3      | | Kanazawa  |
| A07 | Mitsuya            | 三ツ屋駅        | 0.6             | 3.9      | | Kanazawa  |
| A08 | {Okobata           | 大河端駅        | 0.6             | 4.5      | | Kanazawa  |
| A09 | Kitama             | 北間駅          | 0.6             | 5.1      | | Kanazawa  |
| A10 | Kagatsume          | 蚊爪駅          | 0.4             | 5.5      | | Kanazawa  |
| A11 | Awagasaki          | 粟ヶ崎駅        | 0.8             | 6.3      | | Uchinada  |
| A12 | Uchinada           | 内灘駅          | 0.5             | 6.8      | | Uchinada  |

## Materiale rotabile
La Hokuriku Railway utilizza dieci vagoni ferroviari della serie 8000 (in precedenza serie Keio 3000) sulla linea Asanogawa. Di solito vengono utilizzati in set accoppiati.
Gli ex treni della serie Tokyo Metro 03 sono entrati in servizio sulla linea il 21 dicembre 2020.

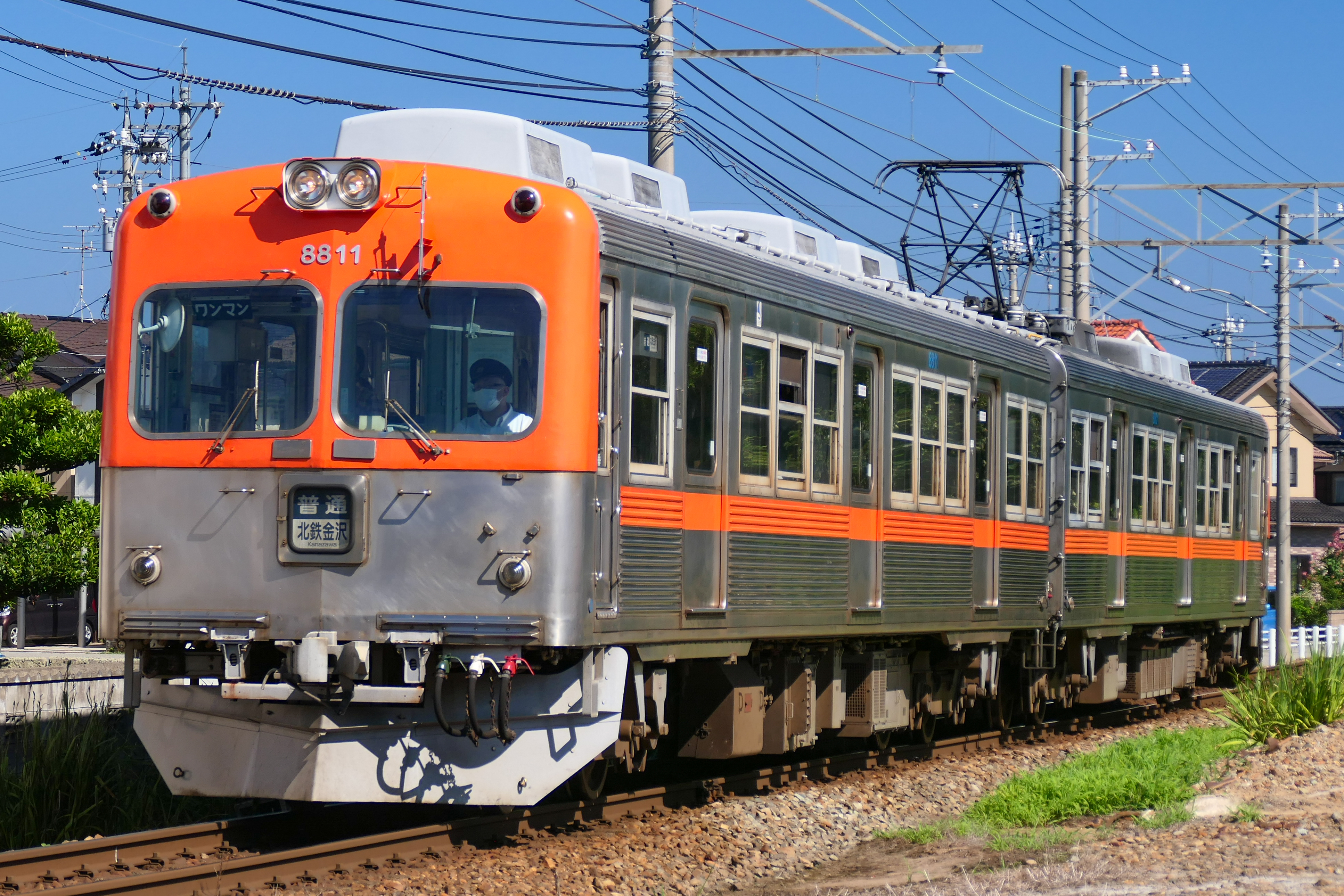
Serie 8000
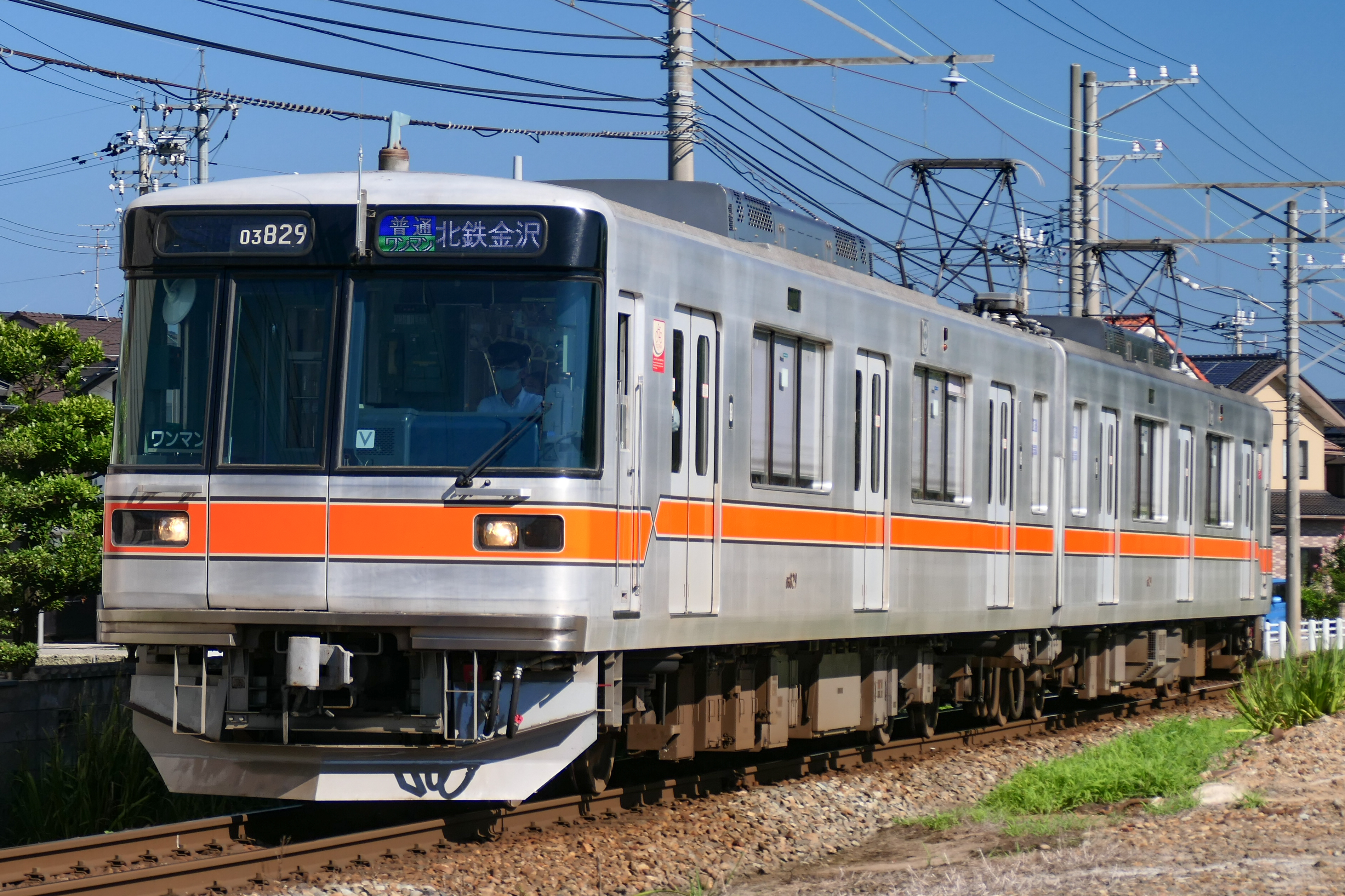
Serie 03